# Лангеланн (коммуна)
Лангеланн (дат. Langeland Kommune) — датская коммуна в составе области Южная Дания. Площадь — 291,21 км², что составляет 0,68 % от площади Дании без Гренландии и Фарерских островов. Численность населения на 1 января 2008 года — 13741 чел. (мужчины — 6859, женщины — 6882; иностранные граждане — 369).
Коммуна находится на острове Лангеланн и не имеет сухопутных границ с другими муниципалитетами. Транспортная коммуникация с муниципалитетом Свеннборг осуществляется через два острова (Сио и Тосинге), соединённых тремя морскими мостами: Лангелан, Сиосунд и Свендборгсунд.

## История
Коммуна была образована в 2007 году из следующих коммун:
- Рудкёбинг (Rudkøbing)
- Сюдлангеланн (Sydlangeland)
- Транекер (Tranekær)